# 黄河改道
| 現代黄河 明清故道（1368－1855年） 南宋、元故道（1128－1368年） 北宋故道（1048－1128年） 東漢故道（11－1048年） 西漢故道（前602－11年） 禹河故道（前2278－前602年） | 1855年海岸線 1128年海岸線 1048年海岸線 11年海岸線 前602年海岸線 古湖泊 |

黄河の過去のルート変更図
現代黄河
明清故道（1368－1855年）
南宋、元故道（1128－1368年）
北宋故道（1048－1128年）
東漢故道（11－1048年）
西漢故道（前602－11年）
禹河故道（前2278－前602年）
1855年海岸線
1128年海岸線
1048年海岸線
11年海岸線
前602年海岸線
古湖泊

黄河の度重なるルート変更の動態図

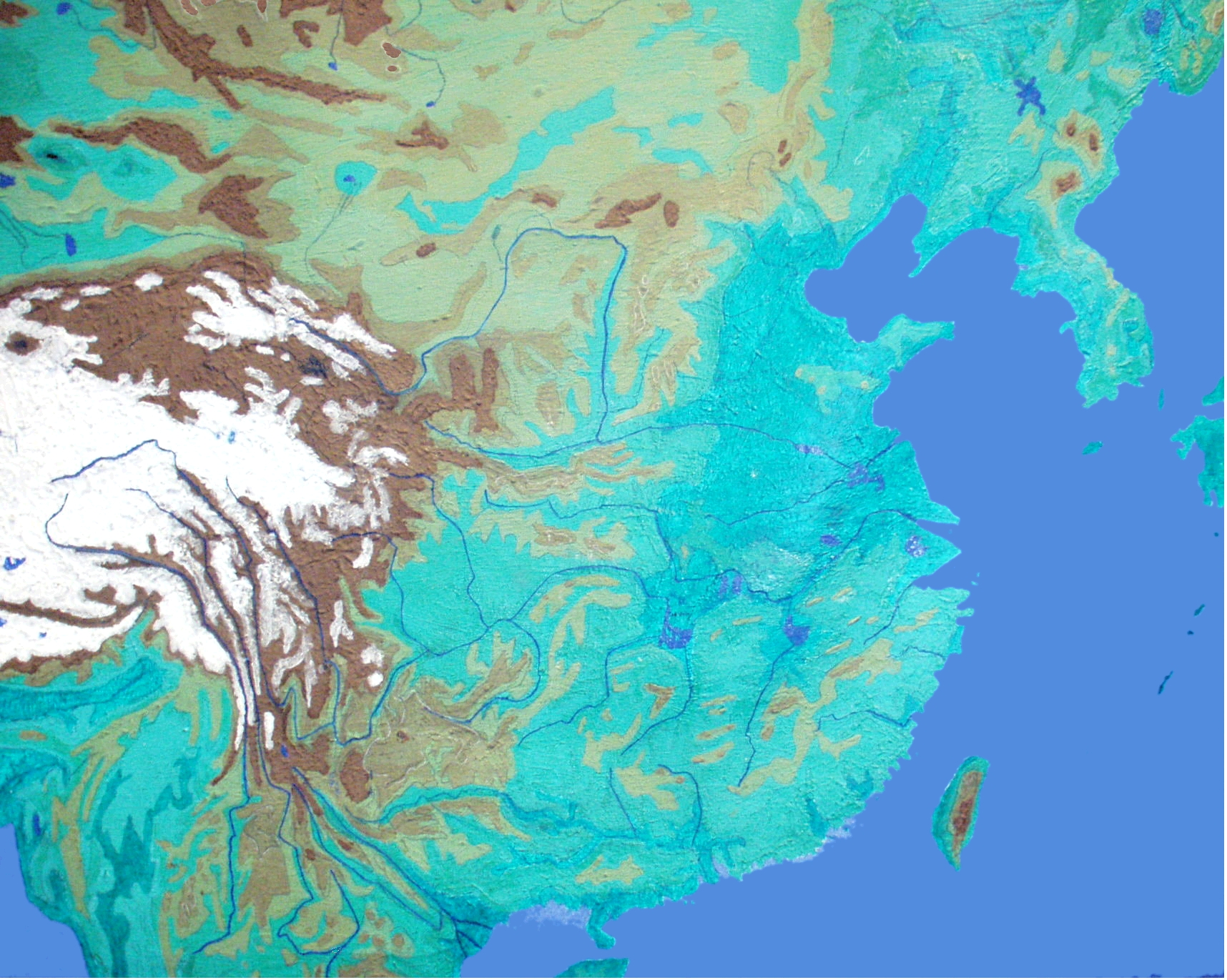
淮河を奪って海に入る黄河

黄河改道（こうがかいどう）とは、黄河の大幅な河道変遷を指す。
歴史的に見ると、黄河は昔から「善淤(濁る)、善决(決壊する)、善徙(移動する)」とも言われ、人々の間では「3年に2度決壊し、100年に1度道を変える」という俗言があった。分流の最北端は海河を経て大沽に注ぎ、最南端は淮河を経て長江に注ぐ。歴史の記録によると、紀元前602年から1946年までの間に、黄河は1593回氾濫し、26回の大きな転流があり、そのうち6回は「六大移動」と呼ばれるほど影響力が大きく、現在の河南省、河北省、山東省、安徽省、江蘇省を巻き込んだことが分かっている。黄河改道は、人為的な原因で直接に引き起こされた数回を除くと、基本的には黄河が自然に決壊したものであり、多くは唐代以降に発生した。

## 先秦時代

### 大禹治水
三皇五帝の時代（紀元前21世紀初め頃）、黄河が氾濫し、大禹は水処理を命じられた。尚書『禹貢』には「導河積石，至於龍門，南至於華陰，東至於砥柱，又東至於孟津。東過洛汭，至於大伾，北過降水，至於大陸，又北播為九河，同為逆河，入於海」との記述がある。ここでいう「積石」とは、現在の青海省循化サラール族自治県付近のアムネマチンのことである。つまり、黄河は竜門以下の区間を南流して華陰に至り東に向かい、三門を経て孟津を通り、洛河に合流するということである。その後、黄河は大伾山を北上し、張江を越えて現在の河北省衢州県を北上し、いくつかの支流に分かれて海に注ぎ込んでいた。その最北端が本流で、現在の沈県の南で曲がって東に流れ、張江に沿って清県の南西に至り、北東に天津を経て渤海に注ぐ。この川は『禹貢』にその名があることから「禹河」と呼ばれる。

### 禹河大徙
紀元前602年、黄河は黎陽宿胥口（現在の河南省浚県の南西）で決壊し、かつての禹河の流れから外れて章武（現在の河北省滄県の北東）で海に注ぎ込むようになる。大禹時代の史料が残っている初めての黄河の大分岐であった。宿胥口の移動後の河道は、滑県付近から東に向かい、河南省濮陽で西に至り、転じて北上し、山東省冠県の北で折れて東に流れ、茌平の北に至り、北に折れて徳州を流れ、次第に北に向かい、河北滄州を経て、現在の河北省黄驊市の北で渤海に注ぎ込んだ。元の禹河の旧道は、時には水も流れていたが、戦国中期になって完全に流れが途絶えた。

## 秦漢時代
紀元前168年、黄河は酸棗（現在の延津県）で堤防を決壊、これは漢の時代における黄河の最初の決壊であった。

### 魏郡改道
西暦11年（始建国3年）黄河は魏県で堤防を破り、平原、済南を経て海に流れ込み、黄河の2度目の河道変動となった。
西暦70年になって、河川管理を統括する王景が新しい河道を選択し、洪水を解決するための全面的な改修を行った。
この河道は、現在の河南省濮陽で旧西漢河道と分かれ、現在の山東省聊城、禹城を経て、山東省利津県付近で海に注いでいる。この河道は何百年もの間、重大な決壊や流路変更はなかった。

## 北宋時代

### 横隴改道
1034年（景祐元年）7月、黄河は澶州(現在の河南省濮陽)のほとりにあって、漢唐の旧河の北から赤、金、游など多くの東北に分かれて海に入った。史書では横隴河と呼ばれる。1041年（慶暦元年）、皇帝は河川の改修を中止する勅令を出した。 以来、川は濮陽の下の旧道（後に景東の旧道と呼ばれる）を残し、千年来流れてきたが、長い間修復されることはなかった。恒隆川は14年間流れ、問題にはならなかったものの、どんどん沈泥していった。

### 商胡改道
1048年（慶暦8年）6月、黄河は澶州商胡埽（現在の濮陽昌湖集）の上胡埜を破り、氾濫して二つの流れに分かれた。一つは北からダムに向かい、河北省遼城西から現在の天津付近の清県で魏河と合流し海に入り「北流」と呼ばれ、もう一つは山東省無棣県の海に入って「東流」と呼ばれるようになった。東流が廃止されたのは1099年（宋2年）になってからである。

### 三易回河
三易回河とは、仁宗、神宗、浙宗の時代に人工的に作られた3つの合流点のことを指す。
- 第一次回河：1056年（嘉祐元年）、壬子朔、商胡の北流を強制的に遮断し六塔河に進路を変えさせた。六塔河は黄河を受け入れきれずその日の夜に決壊した。数え切れない兵と人夫が溺れ、藁が漂い、河北の被害は数千里に及んだ。
- 第二次回河：熙寧年間、北流を塞ぎ、浚渫を行ったが、黄河は何度も氾濫を起こした。
- 第三次回河：1093年（元祐8年）、北流を閉鎖した。1099年（元符2年）6月末、内黄の堤防が決壊し、東流が途絶えた。

## 南宋改道
1128年（建炎2年）、開封府の汴梁を守る杜充は、金兵の南下を阻止するため、滑州（現在の河南省滑県）で黄河の堤防を人工的に壊し、黄河の進路を変えた。新河道は、滑県南部から濮陽、東明の間を通り、山東省の鄄城、巨鹿、嘉祥、金郷を通って泗水に合流し、そこから淮河に入り、淮河を奪って海に注ぎ込んだ。これ以降、黄河は北の渤海に入るものから南の黄海に入るものに変更された。それ以来、黄河は主に南に振れ、鄭州以下、清口以上の黄河本流は移動が不定で、あるいは泗水から、あるいは汴水汴水から、あるいは渦水から、あるいは潁水から淮水に入り、あるいはいくつかの支流に分けて淮水に入り、黄海に注いだ。時折北上することがあったが、いずれも人力で南の流れを強制的にせき止めた。
1168年（大定8年）6月、黄河が利口（現在の滑県）で決壊し、川は一部单州方面に流れ、「新河の水は六分、旧河の水は四分」となった。1194年（明昌5年）8月、黄河が陽武で決壊した。
1234年（天興3年）、モンゴル軍は洛陽城下に砦を構え、金の帰徳府(現在の河南省商丘市)を攻めた。黄河の水が渦河を奪って淮河に入り、河道はまた大きな変化をした。(决黄河寸金淀之水以灌宋军)

## 元代
1286年（至元23年）10月、黄河は開封、祥符、陳留、杞、太康、通許、鄢陵、扶溝、洧川、尉氏、陽武、延津、中牟、原武、睢州など15箇所で決壊した。政府は南京（現・開封）から204,323人を動員して堤防を建設した。
1297年（大徳元年）7月、黄河は杞県の蒲口で決壊し、翌1298年6月再び決壊し、川の氾濫により汴梁、帰徳が冠水した。
1344年夏、黄河が白馬江（現在の山東省曹県）の河口で決壊し、本流は北東に向かって運河に注ぎ込み、さらに南に流れて淮河に至り、氾濫は7年間に及んだ。宮廷は賈魯を工部大臣兼河川防衛大使に任命し、氾濫した箇所を塞がせた。曹州から徐州に下る黄河は「賈魯河」と呼ばれた。

## 明代
明の時代、黄河は河南の滎澤、原武、開封、宿遷を経て、南下して淮河に合流していた。洪武17年から30年(1384-1397年)まで、黄河は河南省の境で何度も決壊した。1391年（洪武24年）4月、黄河は開封の北五里の元武の平山で河口を破り、陳州、項城、太和、颜上で東に向かい、寿州の正陽鎮で淮河に流れ込んだ。賈魯が修復した旧河は遂に堆積し、本流は現在の西華・淮陽を経て潁河に入り、そこから潁河を経て淮河に入った。

## 清代
1855年8月1日（咸豊5年6月19日）、黄河が河南省蘭考北岸の銅瓦廂で決壊した。川の水はまず西北に流れ、その後東北に流れを変え、山東境内で済水(別名大清河)を借りて渤海に入る。仙鳳趾黄河が分流される前の下流域は、現在の中国の行政区分でいうと、河南省の滎陽、鄭州、原陽、延津、封丘、中牟、開封、蘭考、山東省の曹県、単県、安徽省の碭山、蕭県、江蘇省の豊県、沛県、徐州、邳州、睢寧、宿遷、泗陽、淮安、漣水、阜寧、浜海を通って黄海に注ぎ込んでいた。

## 中華民国
1938年（民国27年）6月6日夜、中華民国国民革命軍新編第八師は日本軍を阻止するため、河南省鄭州黄河南岸花園口で堤防の掘削を開始した。9日までに爆薬で堤防を爆破し、川の水は堤防を通って出て、また南へ流れて、賈魯河、潁河に沿って、安徽阜陽まで、正陽関から淮河に入った。もう一つは中牟順渦河から、懐遠から淮河に入った。河川が8年間氾濫し、河南省、安徽省、江蘇省の3省44県市が被害を受けた。1947年に花園口が塞がれ黄河が北流に戻った。

### 書籍
- 袁仲翔; 王质彬; 徐福龄 (1991), 黄河志·卷一·黄河大事记, 河南人民出版社, ISBN 7215014428
- 黄河水利委员会黄河志总编辑室 (2010), 黄河大事记, 黄河水利出版社, ISBN 9787806215067